# 榎本智
榎本 智（えのもと さとし）は、日本の漫画家。神奈川県出身。
2008年に『マガジンSPECIAL』（講談社）掲載の「HAND」でデビューし、2010年に『週刊少年マガジン』（同）で開始した『BUN BUN BEE』で連載デビュー。

## 経歴
- 高校在学中の2008年に『HAND』で第80回週刊少年マガジン新人漫画賞入選を受賞。同年7月号の『マガジンSPECIAL』に掲載[2]。
- 2010年、『週刊少年マガジン』にて「BUN BUN BEE」を連載開始。
- 2011年、「BUN BUN BEE」連載終了。
- 2012年、『週刊少年マガジン』にて「男魂ロック」を連載開始。
- 2013年、「男魂ロック」連載終了。

## 作品リスト

### 連載
- BUN BUN BEE （『週刊少年マガジン 』2010年46号 - 2011年9号、全2巻）
- 男魂ロック（『週刊少年マガジン 』2012年46号 - 2013年17号、全3巻）

### 読み切り
- 湘南乃風物語（『週刊少年マガジン 』2013年31号、原作：品川ヒロシ）

## その他
- 2008年に17歳で入選して漫画家デビュー、2010年には19歳でマガジンで連載デビューと、驚異的な若さで連載までこぎつけている。
- 漫画家になろうとしたきっかけは高校時代は不良の多い高校に通い、自分も数々の問題を起こしていたため、このままではダメになると思い以前から興味のあった漫画を描き始めたと述べている。[1]
- 「BUN BUN BEE」連載中の『週刊少年マガジン』の忘年会で『はじめの一歩』の作者である森川ジョージに挨拶をした際、森川に対して挑発とも取れる態度をとったことを気にしていた。その後「BUN BUN BEE」が打ち切られ、あるパーティーで森川に謝罪をした際森川からちばてつやを紹介され、慰められたエピソードを紹介している。[1]